# Олімпійська арена Ріо
Олімпійська арена Ріо (порт. Arena Olímpica do Rio; від 2008 року, згідно з договором про права на ім'я, — HSBC-арена) — багатоцільовий спортивно-концертний комплекс в Ріо-де-Жанейро (Бразилія). Відкритий у липні 2007 року. Максимальна місткість становить 18 тисяч глядачів. Комплекс приймав змагання Панамериканських ігор 2007 року і Всесвітніх військових ігор 2011 року і прийняла гімнастичні змагання літніх Олімпійських ігор 2016 року.

## Загальний опис
Олімпійська арена Ріо розташована в Олімпійському парку Барра у західній частині Ріо-де-Жанейро. Її будівництво тривало з лютого 2006 по кінець червня 2007 року й обійшлося міській скарбниці в 126 мільйонів реалів. Олімпійська арена Ріо є найбільшою критою ареною міста. Загальна площа комплексу становить близько 65 000 м². Мінімальні габарити центрального приміщення 60*40*16 м, тренувального залу— 32*42*16 м. В комплекс входять також багатоцільові приміщення, які можна використовувати як для тренувань, так і для корпоративних заходів (площа на першому поверсі 1360 м² і до 3000 посадочних місць, на другому 880 м², розділених між двома приміщеннями по 600 посадочних місць). Навколо головної арени розташовані по 200 місць для важливих гостей і преси, 53 ложі загальною місткістю 1118 місць і ще 12 988 постійних і 1984 знімних посадочних місця. На концертних заходах число глядачів можна довести до 18 тисяч. Головна арена має електронне табло розмірами 4,47*3,44 м. Будівля обладнана вісьмома ліфтами і чотирма пандусами для доступу інвалідних візків, а також автостоянкою на 1300 місць.
З жовтня 2008 року до початку олімпійських заходів 2016 року комплекс орендується банківським концерном HSBC і має назву HSBC-арена.

## Спортивні події
Невдовзі після відкриття Олімпійська арена Ріо приймала змагання з баскетболу та гімнастики Панамериканських ігор 2007 року. У цьому ж комплексі проходили чемпіонат світу з дзюдо 2007 року і Всесвітні військові ігри 2011 року. В ньому проходитимуть гімнастичні турніри Олімпійських ігор 2016 року та баскетбольний турнір Паралімпійських ігор 2016 року. В жовтні 2013 року на HSBC-арені проходив виставковий матч НБА за участю команд «Чикаго Буллз» і «Вашингтон Візардс». HSBC-арена також приймала бої Ultimate Fighting Championship і матчі національного чемпіонату з баскетболу за участю багаторазових чемпіонів Бразилії — команди «Фламенго».

## Культурна програма
HSBC-арена була місцем концертів зірок естради та рок-музики. Тут виступали Боб Ділан, Cat Power, Бейонсе, Ерік Клептон, Джо Кокер, Роберт Плант, Даяна Росс, гурти Queen, R. E. M., Dave Matthews Band, Green Day, Kiss, The Cure, Paramore та інші виконавці.
HSBC-арена була місцем проведення конкурсу краси «Міс Ріо-де-Жанейро»